# Кигн, Владимир Людвигович
Владимир Людвигович Кигн-Дедлов (15 [27] января 1856, Тамбов — 4 [17] июня 1908, Рогачев, Могилёвская губерния) — прозаик, публицист, литературный критик, искусствовед, путешественник. Ученик И. С. Тургенева, сподвижник А. П. Чехова, биограф В. М. Васнецова. Его художественная проза печаталась в журналах «Русское богатство», «Наблюдатель», «Дело», «Нива». «Спор славян» и сцены из повести «Сашенька» публиковались на страницах «Оренбургской газеты». В 1891—1892 годах служил чиновником особых поручений Министерства внутренних дел по переселенческим делам Оренбургской губернии и Тургайской области. Объехав эти места, Дедлов описал свою поездку в очерках «По дальнему востоку», «В переселенческой конторе», «Переселенцы и новые места», которые были напечатаны сначала в газете «Оренбургский край», с которой Дедлов сотрудничал, а потом собраны в книге «Переселенцы». В 1880-х гг. К. совершил ряд экскурсий по русскому Западному краю, во Францию, Турцию, Италию и Египет. Путевые очерки К. собраны в книгах: «Приключения и впечатления в Италии и Египте. Заметки о Турции» (СПб., 1888); «Франко-русские впечатления» (письма с парижской выставки 1889 г., СПб., 1890); «Зигзаги по русскому Востоку» Архивная копия от 27 апреля 2021 на Wayback Machine (СПб., 1894). Как турист, Дедлов отличается впечатлительностью, которая позволяла ему подмечать характерные и яркие явления, в то же время часто ведет к рискованным обобщениям и выводам. Несомненным достоинством творчества Дедлова является его слог, живой и бойкий, а также юмор, часто переходящий в шарж.

## Биография

### Детство и юность
Родился в небогатой семье немецких переселенцев, получивших в XVII веке дворянское достоинство. Отец писателя — выходец из Пруссии, носил фамилию Kuhn, которая при переселении его предков в Польшу в XVIII веке была записана как Кигн. Отец и дядя Дедлова стали первыми в роду католиками. Мать — Елизавета Ивановна, урожденная Павловская — дочь подполковника, белорусского дворянина — передала сыну и свою православную религию, любовь к Белоруссии и интерес к литературе. Отец, Людвиг Иванович, был чиновником среднего звена, однако известно, что он пробовал себя и в журналистском ремесле. Например, сохранилась рукопись его заметки под названием «Странные люди». Сам Дедлов считал себя «и православным, и русским».
Когда Владимиру было всего 4 года, их дом в Тамбове сгорел, и Кигны вернулись на родину матери, в Белоруссию. Сначала они поселились в деревне Фёдоровка, что под Рогачёвом. Чуть позже, неподалёку, семейство приобрело селение Дедлово. Благодаря Кигнам деревенька стала центром духовной жизни Рогачёвского уезда.
Образование получил в Москве, сначала в немецкой «Петришуле», затем в русской классической гимназии. В 15 лет он увлекся идеями крестьянского социализма и даже организовал пропагандистский кружок. Это увлечение было недолгим и неглубоким, однако Дедлов был исключен из старшего класса гимназии, и ему пришлось завершать курс в ряде частных учебных заведений. «Мученичество» школьных лет, с муштрой и схоластикой, он впоследствии запечатлел в очерках «Школьные воспоминания» (Спб., 1902). В 1875 г. Дедлов поступает на юридический факультет Петербургского университета.

### Становление
В студенческие годы сближается с художниками, знатоками искусств, группировавшимися вокруг профессора А. В. Прахова, печатает рецензии, литературно-художественные обозрения в журнале «Пчела». Дебют Дедлова как писателя — рассказ «Экзамен зрелости». Начинающий писатель отправил письмо И. С. Тургеневу, в ответ на которое получил доброжелательное напутствие (хотя рассказа Тургенев не читал), содержащее характеристику «объективного писателя», которого «изучение человеческой физиономии, чужой жизни интересует больше, чем изложение собственных слов и мыслей…». Впоследствии рассказ перерос в автобиографическую повесть «Школьные воспоминания».
По окончании университета (1878) Дедлов служит в земском отделении министерства внутренних дел, совмещая службу с занятиями литературой; с 1880 г. он постоянный автор «Недели», выходят циклы его очерков и этюдов: «Белорусские силуэты», «Издалека» (Спб., 1887), «Мы. Этюды» (М., 1889). Он печатается в журналах «Наблюдатель», «Вестник Европы», «Книжках Недели» и др. под псевдонимами: Единица, и Дедлов (по названию родового имения Дедлово).
В конце 80-х гг. он выступает в «Неделе», публикуя критические разборы произведений Михаила Салтыкова-Щедрина, Дмитрия Мамина-Сибиряка, Василия Немировича-Данченко и других известных беллетристов.
Друзьями Дедлова были выдающиеся люди своего времени: скульптор Марк Антокольский, химик Дмитрий Менделеев, художники Илья Репин, Виктор Васнецов, Михаил Нестеров, Архип Куинджи, Иван Шишкин, Михаил Врубель (известен портрет Дедлова, сделанный Врубелем), поэт Аполлон Майков.
В 1886 г. оставляет службу, всецело посвящая себя литературе, искусству, путешествиям. Результатом длительных поездок (в качестве корреспондента «Недели») явились «Приключения и впечатления в Италии и Египте. Заметки о Турции» (Пб., 1887), «Франко-русские впечатления. Письма с парижской выставки» (Пб., 1890). «Все образно, живо, весело, просто, жизненно — качество весьма редкое в описаниях путешествий», — писал рецензент «Русского богатства» о первой из этих книг. Достижения западной цивилизации Дедлов оценивает с точки зрения их пользы для народных масс. В 90-х гг. он пишет в популярных в то время малых жанрах (этюды, зарисовки «с натуры»), черпая материал из жизни городской интеллигенции, чиновничества и пр. Позднее эти произведения были объединены в сборники «Лирические рассказы» (Пб., 1902), «Просто рассказы» (Пб., 1904).
В 1892 г. выходит в свет единственная большая повесть Дедлова «Сашенька». В этом же году состоялось заочное знакомство Дедлова с А. П. Чеховым (встретились они немного позднее, их переписка охватывает период с 1892 по 1903 г.). Именно благодаря поддержке и связям Дедлова несколько пьес Антона Павловича ещё при его жизни были переведены на немецкий язык.
В 1890-х гг. Дедлов служит в переселенческой конторе Оренбурга, где наблюдает мучительный процесс освоения Сибири русским крестьянством. «Переселенцы и новые места. Путевые заметки» (Спб., 1894) были высоко оценены критикой за правдивое изображение бедствий крестьян, страдающих от голода, болезней, нерасторопности и равнодушия чиновников.
В то же время предложенная Дедловым переориентация переселенчества с Востока на Юг и Запад (с целью остановить онемечивание русских земель) вызвала возражения (в частности, у рецензента «Вестника Европы»). В очерках «Вокруг России. — Польша. — Бессарабия. — Крым. — Урал. — Финляндия. — Нижний. Портреты и пейзажи» (Пб., 1895), написанных на материале совершенной ранее поездки, обнаруживаются некоторые откровенно шовинистические тенденции, за что Дедлов был подвергнут резкой критике.
С конца 90-х гг. Дедлов сотрудничает с газетой «Новое время», публикуя, в частности, очерки «Из деревни». Вступление (формальное) в «Союз русского народа» довершает характеристику противоречивой общественно-политической позиции Дедлова, эволюционирующей от либерально-буржуазного просветительства к консерватизму и шовинизму. Художественное творчество Дедлова конца 90-х гг. (особенно рассказ «На лоне природы») оценивается неоднозначно: к недостаткам относят склонность к шаржу, натуралистические подробности, вторжение публицистики. На этом фоне ободряющим для Дедлова. был последующий отзыв Чехова (о сборнике «Просто рассказы»): «…в них много былого, старого, но есть и что-то новое, какая-то свежая струйка, очень хорошая».
Во время войны России с Японией В. Л. Дедлов стал первым военным корреспондентом, за что был удостоен медалью Общества Красного Креста.
Последние годы жизни он провел в основном у себя на родине в Белоруссии, в имении Федоровка, страдая от одиночества и неизлечимых недугов. Трагически погиб в нелепом инциденте.
Могилы его и его семьи были разворованы в 30-40-х годах прошлого века.

## Творчество
В. Л. Кигн-Дедлов оставил после себя богатое творческое наследие. Среди 11 изданных им книг общим объёмом 150 листов (по 3500 знаков) сборники рассказов, трилогия «Варвар. Эллин. Еврей», повесть «Сашенька», автобиографическая повесть «Школьные воспоминания», комедия «Петербургский кузен», циклы очерков «Облава» («Белорусские силуэты») и др. Об издании его произведений хлопотал даже А. П. Чехов.
Путевые очерки Дедлова, публиковавшиеся на страницах периодики, критические разборы произведений русских писателей, а впоследствии и собственное художественное творчество сделали его имя не просто популярным среди современников, но и позволили историкам литературы Овсянико-Куликовскому, Энгельгардту поставить его в один ряд с такими писателями конца позапрошлого века, как М. Альбов, К. Баранцевич, И. Ясинский, И. Потапенко, С. Каронин (Петропавловский), П. Гнедич, Д. Мамин-Сибиряк. Позже имя В. Л. Кигна-Дедлова постоянно упоминалось уже в качестве писателя «чеховской поры», ассоциируясь с беллетристами так называемой чеховской школы: А. Тихоновым-Луговым, В. Бибиковым, А. Лазаревым-Грузинским, Л. Авиловой, Е. Шавровой, И. Леонтьевым-Щегловым.
Наследие Дедлова многогранно. Как литературный критик он не принимал «тенденциозной» литературы. «Хорошо устроена жизнь или худо — это не дело художника и ученого. Худо ли жить, хорошо ли и как сделать, чтобы жилось лучше, — это забота политиков и критиков». Он высоко оценил Чехова, якобы свободного от «направленства», разойдясь здесь с Н. К. Михайловским, сетовавшим на недостаточно выявленную авторскую идею в его творчестве. Дедлов утверждал, что «Чехов занимает бесспорно первое место среди своих сверстников. Его слог сжат и образен, идеи ясны, настроение цельно. Чехов не только художник и наблюдатель, но и мыслитель».
В вышедшей после смерти Чехова статье Дедлов указывает на созданный им психологический портрет «испуганного поколения 80-х годов», вписанный в «образ пореформенной, пореволюционной, уставшей от напряжения России».
Дедлов писал также о творчестве К. С. Баранцевича, И. Н. Потапенко, в котором увидел «объективный» талант, выделив в особенности рассказ «На действительной службе».
Анализировал творчество Козьмы Пруткова.
Дедлову — художественному критику принадлежит интересный очерк «Киевский Владимирский Собор и его художественные творцы» (М., 1901), где он рассказал о А. В. Прахове, В. М. Васнецове, П. А. Сведомском, В. А. Котарбинском, М. В. Нестерове, создававших живопись храма, в которой подчеркивал национальное своеобразие: «Пока искусство не стало на национальную почву, — нет искусства» (С. 35).
Д. защищал достоинства панно М. А. Врубеля «Принцесса Греза» и «Богатырь», вступив в полемику с М. Горьким.
В публицистике Д., помимо вышеназванных путевых очерков, выделяются «Школьные воспоминания», где он стремится выявить пороки школьной системы, формирующей современное «хворое» поколение.
Тема воспитания личности является центральной и в рассказах Д., и в его повести «Сашенька», в которой ставится актуализировавшаяся на рубеже 80-90-х гг. проблема «отцов» и «детей» применительно к новым поколениям (см. статью Н. К. Михайловского «Об „отцах и детях“ и о г. Чехове» и др.). Главный герой повести, студент Александр Кирпичев (Сашенька), своей молчалинской беспринципностью и житейским прагматизмом противопоставлен родителям-«отцам», чье догматичное поклонение идеям 60-х гг. изображено иронично. Сатирические краски, однако, не единственные в образе героя, в третьей части повести Сашенька, косвенно виновный в гибели двух человек (один из них — сокурсник-террорист, тщетно искавший у Сашеньки убежища), испытывает угрызения совести и ищет утешения в толстовских идеях всепрощения. Авторской концепции интересно задуманного характера не хватает определённости. История Сашеньки дана на фоне колоритных зарисовок петербургской и провинциальной жизни (светские гостиные, студенческие аудитории, рестораны и т. д.). Повесть вызвала многочисленные и разноречивые отзывы в критике. Популярность повести в 90 гг. отмечал М. Горький: «Часть молодежи увлекалась железной логикой Маркса, большинство её жадно читало роман Бурже „Ученик“, Сенкевича „Без догмата“, повесть Дедлова „Сашенька“ и рассказы о „новых людях“, — новым в этих людях было резко выраженное устремление к индивидуализму. Эта новенькая тенденция очень нравилась, и юношество стремительно вносило её в практику жизни, высмеивая и жадно критикуя „обязанности интеллигенции“ решать вопросы социального бытия».